# 島田妙子
島田 妙子（しまだ　たえこ、1972年2月14日 - ）は日本の人権講師。一般財団法人児童虐待防止機構オレンジCAPO理事長。関西大学客員教授。株式会社イージェット取締役会長。兵庫県児童虐待等対応専門アドバイザー。一般社団法人日本アンガーマネジメント協会認定アンガーマネジメントファシリテーター、アンガーマネジメントハラスメント防止アドバイザー。
虐待防止、自殺防止、DV防止、ハラスメント防止、アンガーマネジメント、子育て支援などの活動 (講演･研修) のほか、各行政に対して地方創生／地域活性のためのコンサルティングを実施している。企業や学校などにおいてはハラスメント防止研修のほか、コーポレートガバナンス(内部通報制度・運用)、チームビルディングやアサーティヴコミュニケーションなど各種研修を実施している。
兵庫県神戸市出身。4歳の時に両親が離婚し、父親が兄2人と島田の3兄妹を育てていたものの、経済的な理由から児童養護施設に入所。7歳の時、父親の再婚を機に家庭に復帰したが、継母だけでなく実父による虐待を受けた。虐待は小学2年生から6年間にも及んだ。後に父は自死している。自身の虐待体験は『虐めを待つ人』としてマンガ化された。

## 著書
- 『e love smile 〜いい愛の笑顔を〜 memory.1』 （パレード、2011年7月) ISBN 978-4434157547
- 『e love smile 〜いい愛の笑顔を〜 memory.2』 （パレード、2011年9月) ISBN 978-4434159664
- 『虐待の淵を生き抜いて』 （毎日新聞出版、2016年2月) ISBN 978-4620323428